# Cosmopterix citrinopa
Bản mẫu:Primarysources

Cosmopterix citrinopa là một loài bướm đêm thuộc họ Cosmopterigidae. Nó được tìm thấy ở Peru (Amazonas, Lima).
Con trưởng thành được sưu tập vào tháng 3 và tháng 8. Cánh trước dài 3-3,9 mm.